# Najada (mjesec)
Najada (također Neptun III) je prirodni satelit planeta Neptun, iz grupe pravilnih satelita, s dimenzijama 96×60×52 kilometara i orbitalnim periodom od 0.2943958 ± 0.0000002 dana.